# Jackie Chan Stunt Team
Il Jackie Chan Stunt Team ("Sing Ga Ban"), è un gruppo di stuntman e artisti marziali che lavora con e per Jackie Chan.
Il gruppo si è originariamente creato grazie al rapporto creatosi tra Jackie e altri colleghi del campo cinematografico nelle sue prime apparizioni su pellicola, in cui molti degli stuntman usati nei suoi film cominciarono a lavorare assieme con regolarità. Questo aumentò la conoscenza reciproca delle abilità tecniche di ciascuno e gli permise di lavorare assieme come una squadra. Alcuni dei membri hanno ricevuto un allenamento simile a quello di Chan avendo frequentato anche loro la Peking Opera School.
A partire dal 1983, durante le riprese di Project A - Operazione Pirati, lo stunt team è diventato ufficialmente un'organizzazione composta da sei membri, e si preoccupava personalmente delle spese mediche e dell'assicurazione da pagare agli stuntman.
Nel 1988, anno del film Police Story 2, la squadra si è allargata a circa venti membri ed è durata fino al 1990, dopodiché alcuni membri rimasero, altri se ne andarono e altri ancora vennero sostituiti con nuove facce.
La formazione di questo team da parte di Chan ha influenzato altri attori suoi colleghi come ad esempio Sammo Hung e Yuen Biao e i loro rispettivi "stunt team" conosciuti rispettivamente come "Hung Ga Ban" e "Yuen Ga Ban". Altri attori che formarono un proprio team di stuntman furono Philip Ko, Stanley Tong e Bruce Law.

## Curiosità
- Chan ha più volte affermato che preferisce lavorare con il suo team per quanto riguarda le coreografie dei combattimenti e gli stunts perché si fida ciecamente del suo gruppo e ognuno conosce il proprio ruolo.
- Alcuni membri del gruppo non si limitano solamente a fare da stuntman, ma hanno spesso parti più o meno importanti nei film, come ad esempio Brad Allan nel film In fuga per Hong Kong (1999).
- I membri del Jackie Chan Stunt Team e il loro metodo di lavoro viene descritto e presentato nel documentario "My Stunts" di Jackie Chan.

## Membri (passati e presenti)
- Brad Allan (Bradley James Allan)
- Paul Andreovski
- Anthony Carpio
- Chris Chan
- Chan Man-ching
- Chan Siu-wah
- Chan Tat-kwong
- Chan Wai-to
- Chu Tau
- Andy Cheng
- Johnny Cheung
- Danny Chow
- Joe Eigo
- Fung Hak-on
- Hon Chun
- Louis Keung
- Benny Lai
- Rocky Lai
- Lai Sing-kwong
- Ben Lam
- Chris Lee
- Lee Chun-kit
- Nicky Li
- Ken Lo (conosciuto per aver lavorato come guardia del corpo personale di Jackie Chan)
- Mars (Cheung Wing-Fat)
- Pang Hiu-sang
- Poon Bin-chung
- Tai Bo
- Stuart Yee
- Allen Sit
- Ho Sung-pak
- Tang Chiu-yau
- Bruce Tong
- William Tuan
- Wan Faat
- Sam Wong
- Kwan Yung
- Jack Wong
- Max Huang
- Tom Wu
- Zhang Peng
- Wong Wai-fai
- He Jun
- Wu Gang
- Park Hyun-jin
- Lee In-seob
- Han Guan-hua
- Kenya Sawada